# Reuzenbabax
De reuzenbabax (Pterorhinus waddelli) is een zangvogel uit de familie Leiothrichidae. Deze vogel is genoemd naar de Britse legerofficier Laurence Waddell die het holotype had verzameld tijdens de Britse veldtocht in Tibet in 1903-1904.

## Verspreiding en leefgebied
Deze soort komt voor in Tibet en telt twee ondersoorten:
- P. w. waddelli: zuidoostelijk Tibet.
- P. w. jomo: zuidelijk-centraal Tibet.

## Status
De grootte van de populatie is in 2023 geschat op 80.000-140.000 volwassen vogels. Op de Rode lijst van de IUCN heeft deze soort de status niet bedreigd.